# Skeptical Inquirer
Skeptical Inquirer je americký dvouměsíčník pro širokou veřejnost vydávaný organizací Committee for Skeptical Inquiry (CSI) s podtitulem The Magazine for Science and Reason (Časopis pro vědu a rozum). Začal vycházet roku 1976. Po většinu doby své existence vydával časopis Skeptical Inquirer (SI) Výbor pro vědecké zkoumání tvrzení o paranormálních jevech, obecně známý pod zkratkou CSICOP. V roce 2006 výkonná rada CSICOP zkrátila název na Výbor pro skeptické zkoumání (CSI) a rozšířila jeho poslání.

## Poslání a cíle
Daniel Loxton, který v roce 2013 psal o poslání a cílech skeptického hnutí, citoval redaktora švédského skeptického časopisu Folkvett, který se domníval, že SI je časopis psaný „starými bílými muži pro staré bílé muže“. Kritizoval myšlenku, že lidé chtějí číst o paranormálních jevech a že Uri Geller a křišťálové lebky už nejsou relevantní. Paul Kurtz zřejmě sdílel tento názor a v roce 2009 prohlásil, že organizace bude i nadále zkoumat některá paranormální témata, protože v této oblasti má odborné znalosti, ale začne zkoumat i jiné oblasti, a že SI „dosáhl historického bodu: poznání, že je kriticky nutné změnit naše směřování“. Šéfredaktor Frazier sice rozšířil záběr časopisu o témata méně paranormální a více zaměřená na vědu a kritické myšlení, jako je popírání klimatických změn, konspirační teorie a vliv hnutí alt-med, ale zároveň dodal, že „víra v paranormální jevy je stále rozšířená“, a citoval průzkumy, podle nichž veřejnost, které je dán seznam deseti obecných paranormálních témat, vybere čtyři z nich jako téma, kterému věří. Zatímco se skeptická komunita domnívá, že bychom neměli ztrácet více času vyvracením paranormálních jevů, témat dávno zdiskreditovaných, Frazier tvrdí, že „miliony Američanů je dnes přijímají“.
Douglas Hofstadter v článku pro Scientific American uvádí, že účelem časopisu Skeptical Inquirer je „bojovat proti nesmyslům... nesmyslná tvrzení jsou běžně rozbíjena na padrť“. Píše, že články jsou psány pro každého, kdo umí anglicky a že nejsou potřeba žádné zvláštní znalosti ani odbornost – jediným požadavkem je „zvědavost na pravdu“.

## Historie
Časopis se původně jmenoval Zetetic (řecky: „skeptický pátrač“ nebo „zkoumavý skeptik“) a původně jej redigoval Marcello Truzzi. Asi rok po jeho založení došlo k rozkolu mezi redaktorem Truzzim a zbytkem CSICOP. Jedna strana (CSICOP) byla „rozhodněji proti nesmyslům, ochotnější přejít do ofenzivy a napadat nadpřirozená tvrzení“ a druhá strana („relativistická frakce (jeden člen)“, tj. Truzzi) chtěla, aby věda a pseudověda existovaly „šťastně vedle sebe“. Truzzi odešel a založil The Zetetic Scholar a CSICOP změnil název časopisu na Skeptical Inquirer.
Historik Daniel Loxton spekuluje, proč přestože CSICOP nebyl první skeptickou organizací, proč je považován za „zrod moderního skepticismu“ (alespoň pro anglicky mluvící svět)? Loxton píše, že to bylo proto, že CSICOP organizoval „tuto vědu kolektivně (a) stvořil samostatnou oblast studia“. Tato organizace jako první zavedla „osvědčené postupy... specializované odborníky... budovy... periodika a profesionální spisovatele a badatele“.

## Obsah časopisu

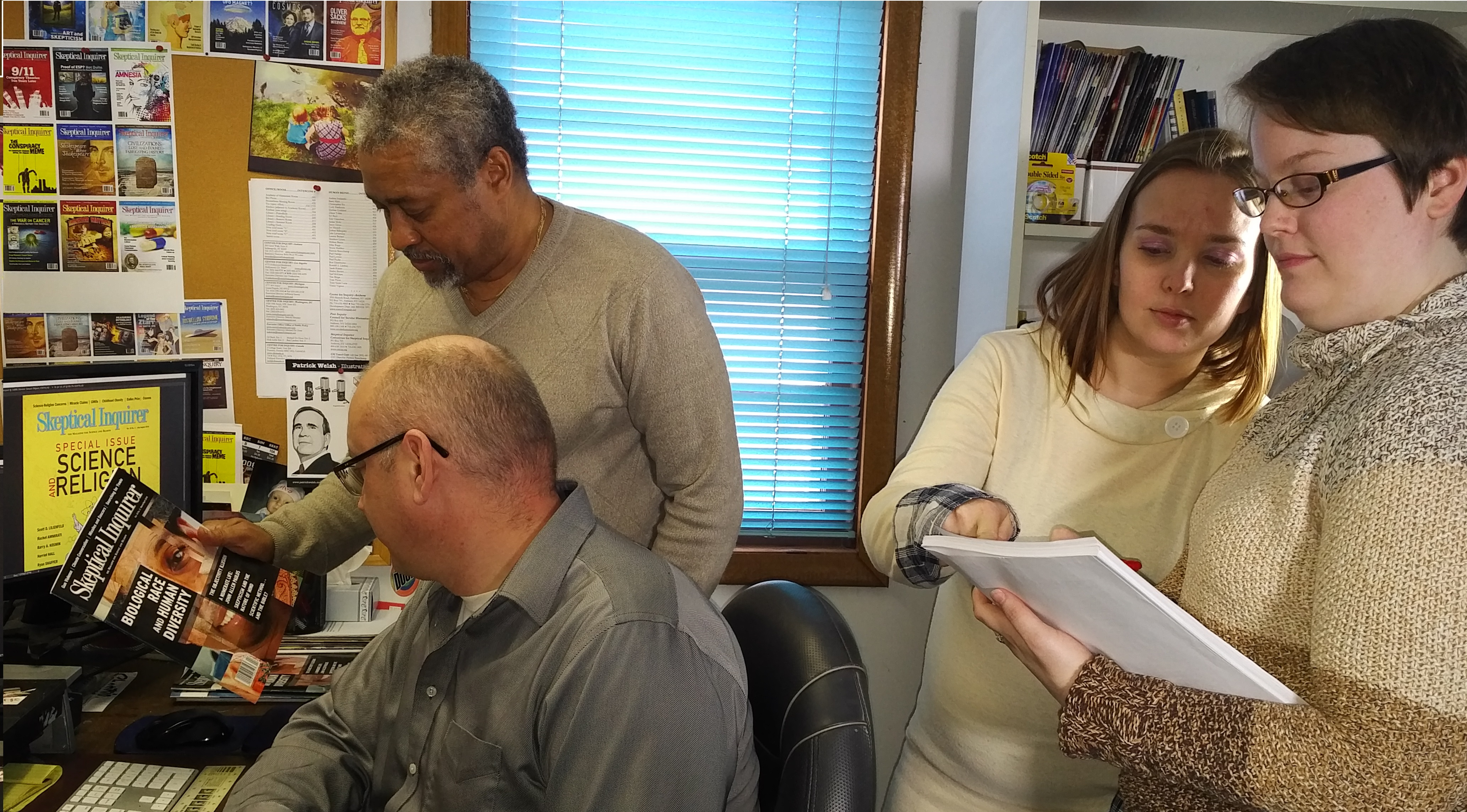
Chris Fix (sedící), Paul Loynes, Nicole Scottová a Julia Lavarnwayová v kanceláři uměleckého oddělení Skeptical Inquirer.

leden/únor 2009 – květen/červen 2020: umělecký ředitel Christopher S. Fix až do své smrti v březnu 2021.
Časopis obsahuje několik pravidelných rubrik (a přispěvatelů). Ty se v průběhu let měnily následovně:

### Rubriky a sloupkaři tištěného časopisu
- Notes of a Fringe-Watcher (původně pod názvem „Notes of a Psi-Watcher“) – Martin Gardner, 1983-2010
- Investigative Files – Joe Nickell, 1995–dosud
- Psychic Vibrations – Robert Sheaffer, 1977–2017
- Notes of a Strange World – Massimo Polidoro, 2002–dosud
- Thinking About Science – Massimo Pigliucci, 2002–2015
- Skeptical Inquiree – Ben Radford, 2006–současnost
- Science Watch – Kenneth Krause, 2010–současnost
- The Science of Medicine – Steven Novella, 2010
- The Science of Science Communication – Matthew Nisbet, 2016–současnost
- Behavior & Belief – Stuart Vyse, 2016–současnost
- The Last Laugh – Ian Patrick Harris, 2017–současnost[7]
- Reality Is the Best Medicine – Harriet Hallová, 2018 (od čísla 42.5)[8]

### Sloupky a sloupkaři v online časopisech
Na webových stránkách časopisu lze najít nové a aktuální články a také archiv z roku 1994. Malý výběr článků má k dispozici také španělskou verzi.

Většina článků je rozdělena do následujících rubrik:
Special Report - různí sloupkaři, od roku 2007 do současnosti
- Curiouser and Curiouser – Kylie Sturgess, 2010–současnost
- Guerrilla Skepticism – Susan Gerbicová, 2013–současnost
- Behavior & Belief – Stuart Vyse, 2014–současnost
- Conference Report – různí sloupkaři, 2014–dosud
- SkepDoc's Corner – Harriet Hallová, 2015–současnost
- Consumer Health – William M. London, 2015–současnost
- CSICon – Susan Gerbic a další, 2016–současnost
- The Well-Known Skeptic – Rob Palmer, 2018–současnost
- The Wide World of Science – Jamie Hale, 2018–současnost
- A Closer Look – Kenny Biddle, 2018–současnost
- European Skeptics Chronicles – Annika Merkelbachová, 2018–současnost
- The Thoughtful Conduit – Russ Dobler, 2018–současnost
- In memoriam – různí sloupkaři, 2019–současnost
- Letter to America – Wendy M. Grossmanová, 2019–současnost
- But What Do I Know – Ada McVeanová, 2020–současnost

## Vliv
Několik významných skeptiků popsalo, jaký vliv na ně měl časopis v počátečních fázích jejich skeptického vývoje. V roce 1995 byli Perry DeAngelis a Steven Novella přátelé, kteří spolu hráli Dungeons and Dragons, dokud si DeAngelis nevšiml časopisu Skeptical Inquirer na stole v Novellově bytě. DeAngelis, který byl také vášnivým čtenářem tohoto časopisu, ukázal Novellovi na zadní stranu a zeptal se: „Co tam chybí?“ DeAngelis prohlásil, že to, co chybí, je skupina skeptiků z Connecticutu, a řekl: „Měli bychom to udělat“, s čímž Novella souhlasil. Založili New England Skeptical Society a nakonec podcast Skeptic's Guide to the Universe (SGU).
Douglas Hofstadter v časopise Scientific American položil otázku, proč by měl Skeptical Inquirer uspět, když ho čtou jen lidé, kteří nevěří v paranormální jevy. Odpověď se podle něj skrývá v zadní části časopisu v rubrice „Dopisy redakci“. „Mnoho lidí píše, jak zásadní pro ně časopis byl, pro jejich přátele a studenty. Mezi nejčastější pisatele děkovných dopisů do redakce časopisu patří středoškolští učitelé, ale viděl jsem i nadšené dopisy od duchovních, moderátorů rozhlasových talk-show a lidí mnoha dalších profesí.“
Daniel Loxton ve své eseji „Óda na radost“ o tom, jak jako student prvního ročníku své univerzity objevil časopis Skeptical Inquirer, píše: „Skeptical Inquirer je časopis, v němž se píše o radosti. Ale skutečný poklad, lampa na konci jeskyně, věc, která pomohla nastavit směr mého života, byla ukryta ve sbírce periodik: kompletní soubor časopisu Skeptical Inquirer, sahající až do jeho vydání v roce 1976. Nemohl jsem uvěřit, že takové bohatství skeptického výzkumu existuje! Systematicky jsem se probíral stohem, hladově..... V poslední době jsem na tento zážitek často vzpomínal. Poslední týdny byly pro mnoho skeptiků náročné, protože dlouholeté debaty o rozsahu a tónu skepticismu se střetly s decentralizovanou, organickou povahou skepticismu 2.0. Na těchto otázkách mi hodně záleží a často se zasazuji o návrat k základům skepticismu - tradiční, na vědě založený skepticismus, který řeší záhady a vzdělává veřejnost. A tak mě napadlo: proč se opravdu nevrátit na začátek? Proč se nevrátit ke svým vlastním skeptickým kořenům a nepřečíst si tato stará čísla - a vrátit se ještě dál, ke kořenům skeptického projektu? Achillovou patou skepticismu 2.0 může být to, že noví skeptici neznají literaturu. A tak jsem se v posledních dnech ztrácel v číslech Skeptical Inquirer z let 1977 a 1978. Znovu se do nich zamilovávám. Přímočarost těch prvních hlasů je inspirující: tady byly zkoumatelné záhady a proboha, skeptici je hodlali vyřešit. A také to udělali. Když se znovu ohlédnu za tím, jak pracovali, jak se věci změnily a jak se nezměnily, dozvídám se mnoho nového... Od roku 1976 jsme ušli dlouhou cestu - od dob Houdiniho ještě delší - ale máme se co učit od těch, kteří nás na tuto cestu přivedli. Pojďme se znovu podívat na to, co to je.“

### Umělecký projekt Levyové a Olynykové
Výstava „Some Provocations from Skeptical Inquirers“ umělkyň Ellen Levyové a Patricie Olynykové, inspirovaná čtyřmi desetiletími časopisu Skeptical Inquirer, byla v únoru 2016 k vidění v Mishkin Gallery na Baruch College (City University of New York). Recenzentka Eileen G'Sellová o nich píše, že „se noří do hlubin kalného ontologického moře, kterým je empirická víra“. Recenzentka uvádí, že dílo představuje „tuto vestavěnou konfrontaci mezi fakty a fikcí, která byla základem samotného Skeptical Inquireru a jeho hravé ochoty uvažovat o těch nejnepravděpodobnějších jevech“.

## Pensar
V červnu 2020 CFI oznámila „nově spuštěnou online publikaci CFI“, Pensar, „španělsky psaný časopis pro vědu, rozum a svobodomyslnost“. Vydává ho Alejandro Borgo, ředitel CFI Argentina.